# Тобольська сільська рада
Тобо́льська сільська рада (рос. Тобольский сельский совет) — сільське поселення у складі Світлинського району Оренбурзької області Росії.
Адміністративний центр та єдиний населений пункт — селище Тобольський.

## Населення
Населення — 667 осіб (2019; 845 в 2010, 1178 у 2002).

## Склад
До складу сільської ради входять:
| Населений пункт     | Населення, осіб (2002) | Населення, осіб (2010) |
| ------------------- | ---------------------- | ---------------------- |
| Блак, селище        | 51                     | -                      |
| Кайракти, село      | 96                     | -                      |
| Тобольський, селище | 1031                   | 845                    |